# مارلون كوستا
مارلون كوستا هو لاعب كرة قدم غيني بيساوي في مركز الوسط، ولد في 20 يناير 1995. لعب مع فيتوريا سيتوبال.

## وصلات خارجية
- مارلون كوستا على موقع قاعدة بيانات كرة القدم.إي يو (الإنجليزية)
- مارلون كوستا على موقع Soccerway.com (الإنجليزية)